# Marsz alergiczny
Marsz alergiczny (marsz atopowy) – zjawisko występowania u 
chorego określonej sekwencji pojawiania się schorzeń alergicznych.
U niektórych chorych z genetyczną predyspozycją do zapadania na zależne od
immunoglobuliny IgE choroby alergiczne (atopia), można zaobserwować ustępowanie
jednych, a pojawianie się nowych chorób alergicznych.
We wczesnym dzieciństwie pojawiają się objawy atopowego zapalenia skóry, które
mogą wygasać w wieku 3-5 lat, a z czasem u tego chorego rozpoczyna się alergiczny nieżyt nosa, a następnie astma oskrzelowa.
Oprócz takiego klasycznego przebiegu  badania epidemiologiczne
oraz obserwacje kliniczne wskazują na występowanie różnych chorób alergicznych
łącznie lub w innych konfiguracjach. Na przykład atopowe zapalenie skóry lub astma oskrzelowa
mogą współistnieć z alergią pokarmową.